# Tomàs Villarroya i Sanz
Tomàs Villarroya i Sanz (València, 1812 - 1856) fou un poeta valencià.
Es va llicenciar en dret el 1839, va ser promotor fiscal de Vila-real (Plana Baixa) i jutge de Montcada de l'Horta (1844-54). Publicà a El Liceo la revista de l'entitat cultural Liceu Valencià del qual era soci, quatre poemes en català culte, Cançó, el primer, és considerat l'equivalent valencià de l'oda La Pàtria (1833) de Bonaventura Carles Aribau.
Considerat com l'iniciador de la Renaixença valenciana per la seva reivindicació idiomàtica contra el castellà i per la voluntat cultista, va ser el primer escriptor local en utilitzar un depurat llenguatge amb cura i pretensions literàries de la llengua valenciana. Tot i així fins que no sortiren poetes com Teodor Llorente Olivares o Vicent Wenceslau Querol i Campos, el seu esforç quedà oblidat en les pàgines de El Liceo.

## Obres
- El diable sabater (1841)